# إينسي
إينسي

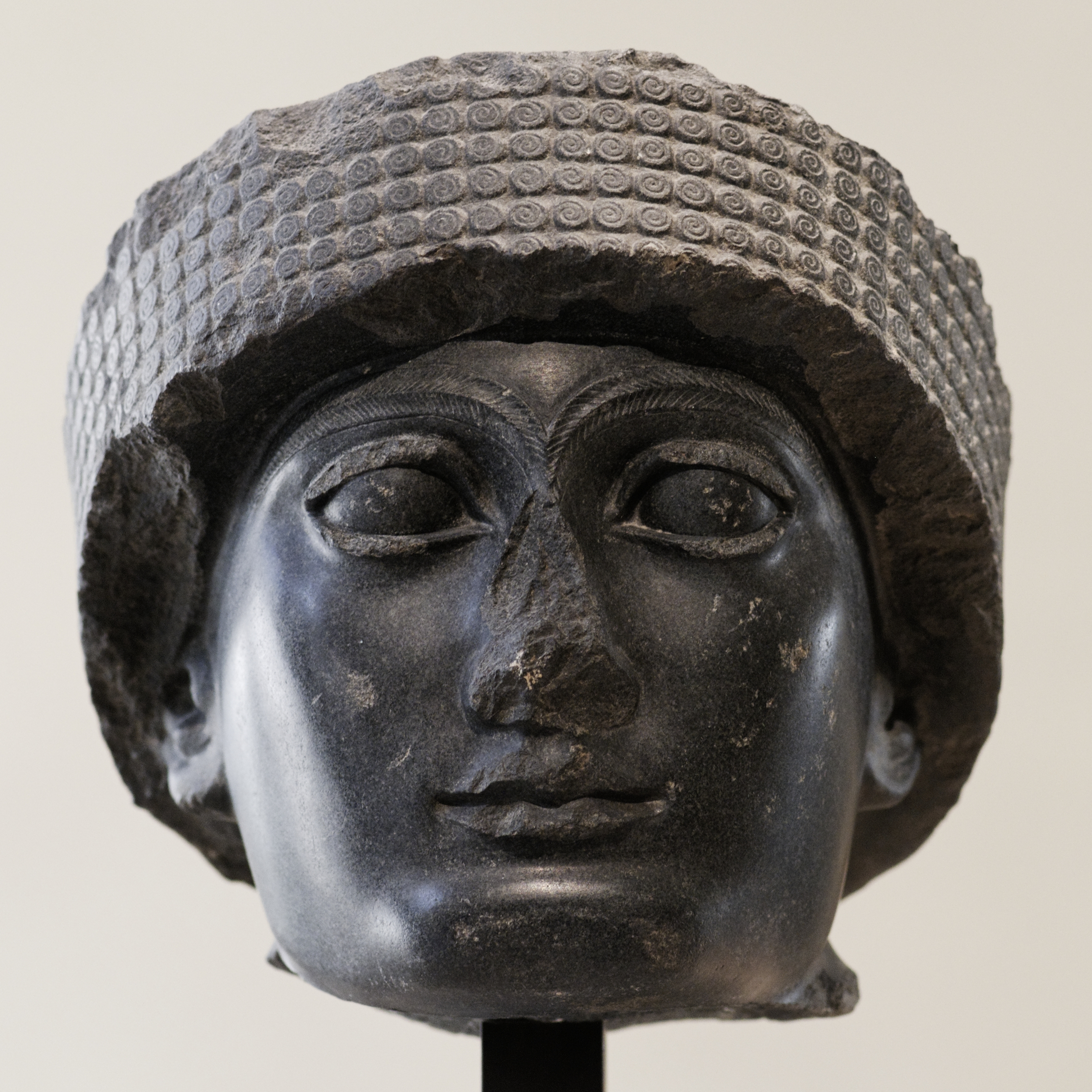

وهو مصطلح باللغة السومرية متكون من إين سي إيك أي السيد وهذا المصطلح يشير إلى حاكم أو أمير لمدينة معينة في سومر وهذا المصطلح أستخدم منذ بدء ظهور السومريين إلى سقوط آخر دولة لهم وهي سلالة أور الثالثة .